# Custom Robo
Custom Robo è una serie di videogiochi di ruolo sviluppata da Noise e pubblicata da Nintendo.
Il titolo omonimo della serie è stato distribuito nel 1999 solo in Giappone per Nintendo 64. Il gioco ha ricevuto un seguito, Custom Robo V2 (2000), per la medesima console, in seguito disponibile su Virtual Console.
Il primo videogioco della serie per console portatile è stato Custom Robo GX (2002) per Game Boy Advance. Nonostante Nintendo avesse confermato la distribuzione in America settentrionale, il gioco è rimasto una esclusiva giapponese. Del titolo era previsto un sequel, mai pubblicato.
Nel 2004 viene pubblicato Custom Robo per Nintendo GameCube, commercializzato in Giappone con il titolo Custom Robo: Battle Revolution. Nel 2006 la serie torna su console portatile con Custom Robo Arena per Nintendo DS.